# Octávio Passos
Octávio Passos (Funchal, Madeira, 1987) é um fotojornalista português que, actualmente, colabora com a Getty Images, como stringer.

## Biografia
Passos nasceu na Madeira em 1987, na cidade do Funchal. Estudou Artes até aos 17 anos e aos 18 iniciou a sua carreira no fotojornalismo como repórter fotográfico freelancer para a revista Moto Jornal e para a agência Cityfiles. Foi fotógrafo da agência ASPress servindo jornais como o Diário de Noticias da Madeira e os jornais desportivos portugueses como o Record, A Bola e O Jogo. Em 2006, torna-se colaborador na Ilha da Madeira na agência noticiosa Associated Press. Como freelancer publicou ainda alguns dos seus trabalhos em jornais e revistas, nacionais e internacionais, como Visão, Caras, 24Horas, Sunday Mirror, National Geographic ou The Sun.
Em 2016, já a residir no Porto, foi convidado para ser fotógrafo stringer na Getty Images.
Do seu currículo consta ainda o livro “20 de Fevereiro”, um livro sobre a catástrofe natural que abalou a ilha da Madeira em 2010, provocando cerca de 43 mortos, bem como diversas exposições indiciduais e coletivas, e vários prémios de fotografia, regionais, nacionais e internacionais.
Em 2024, foi eleito fotojornalista desportivo do ano pelo CNID, recebendo o "Prémio Nuno Ferrari".